# NGC 6448
NGC 6448 је ознака објекта на координатама са ректансцензијом 17h 44m 20,5s и деклинацијом + 53° 32" 25'. Открио га је Луис Свифт, 16. јула 1885. Каснијим посматрањима на том положају није уочен никакав астрономски објекат.